# Akropolisrallyt

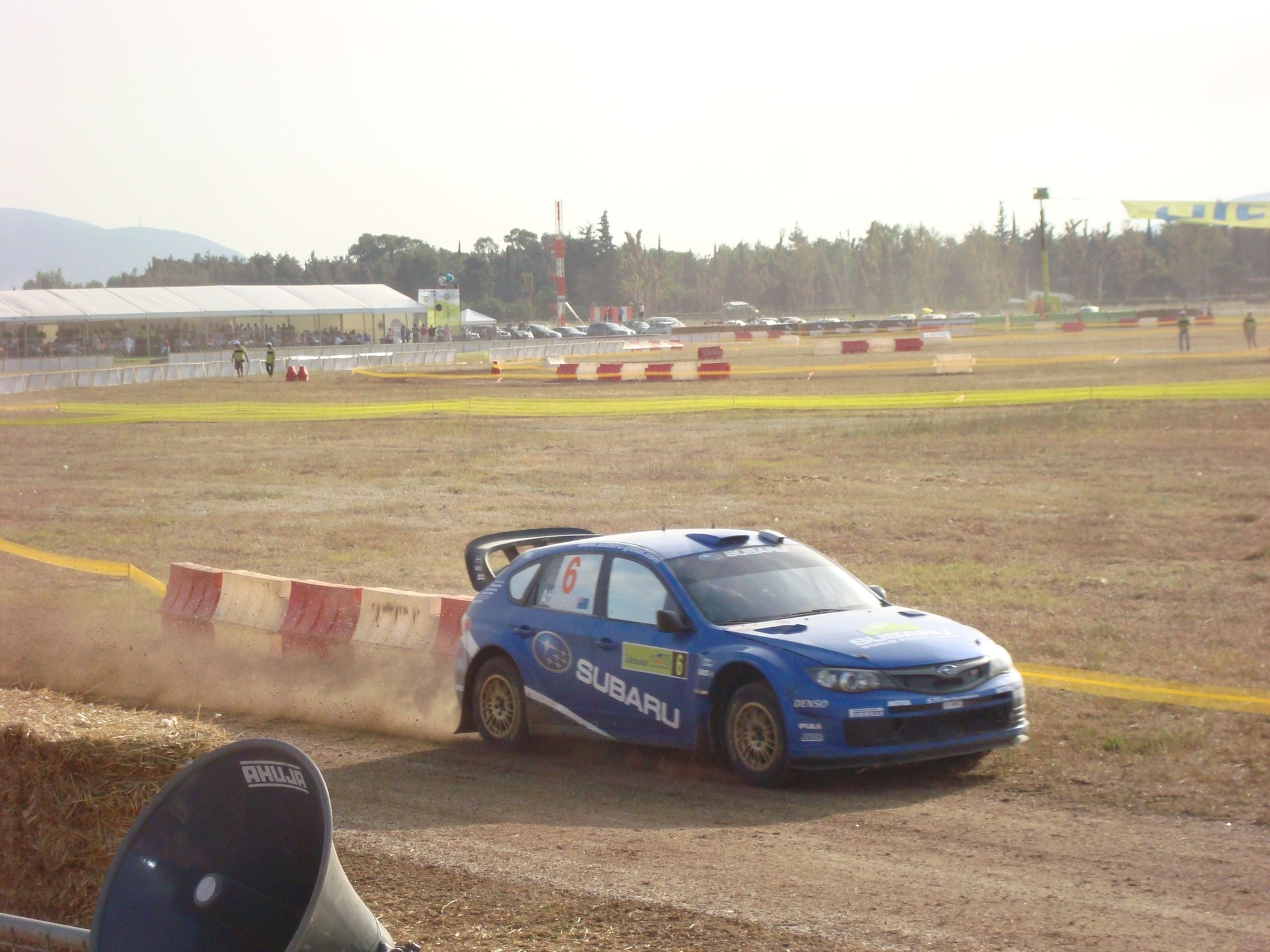
Chris Atkinson i en Subaru Impreza WRC i Akropolisrallyt 2008.

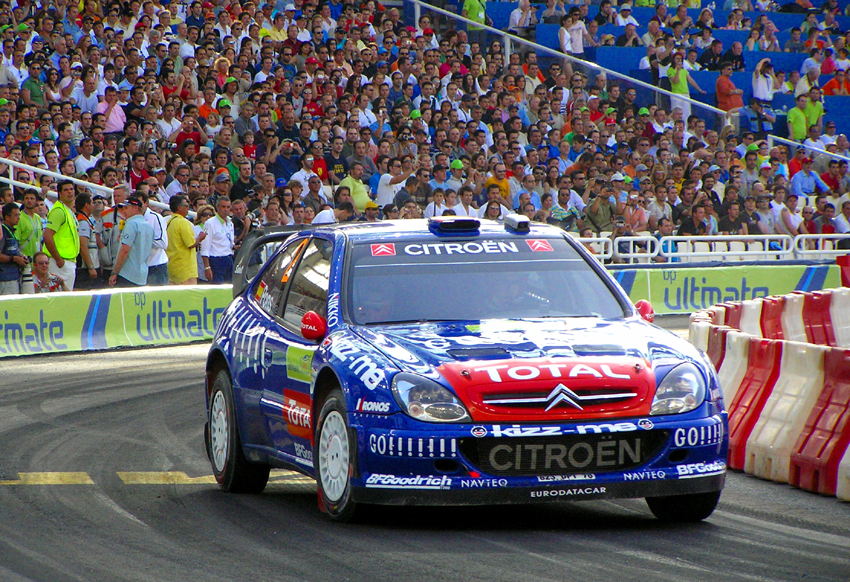
Xavier Pons med en Citroën Xsara WRC i Akropolisrallyt 2006.

Akropolisrallyt (grekiska: Ράλλυ Ακρόπολις) är en rallytävling som körts i Grekland sedan 1951.
Rallyt ingick mellan 1973 och 2013 i Rally-VM (WRC) varje år med undantag för 1995 och 2010 års tävlingar.
Mellan 2014 och 2018 ingick rallyt istället i Europeiska rallymästerskapet, ERC.
Bland segrarna i Akropolisrallyt återfinns många kända rallyprofiler som Walter Röhrl, Ari Vatanen, Juha Kankkunen, Carlos Sainz, Colin McRae, Björn Waldegård, Stig Blomqvist, Erik Carlsson, Tom Trana och Harry Källström.

## Segrare
| År      | Förare Kartläsare                          | Bil                                        | Mästerskap                                 |
| ------- | ------------------------------------------ | ------------------------------------------ | ------------------------------------------ |
| 1951    | Petros Peratikos                           | Fiat                                       |                                            |
| 1952    | Johnny Pesmatzoglou                        | Chevrolet                                  |                                            |
| 1953    | Nikos Papamichail                          | Jaguar                                     |                                            |
| 1954    | Pétros Papadópoulos                        | Opel                                       |                                            |
| 1955    | Johnny Pesmatzoglou                        | Opel                                       |                                            |
| 1956    | Walter Shock                               | Mercedes-Benz                              |                                            |
| 1957    | Jean-Pierre Estager                        | Ferrari                                    |                                            |
| 1958    | Luigi Villoresi                            | Lancia                                     |                                            |
| 1959    | Wolfgang Levy                              | Auto Union                                 |                                            |
| 1960    | Walter Shock Rolf Moll                     | Mercedes-Benz 220 SE                       | ERC                                        |
| 1961    | Erik Carlsson Walter Karlsson              | Saab 96                                    | ERC                                        |
| 1962    | Eugen Böhringer Peter Lang                 | Mercedes-Benz 220 SE                       | ERC                                        |
| 1963    | Eugen Böhringer Rolf Knoll                 | Mercedes-Benz 300 SE                       | ERC                                        |
| 1964    | Tom Trana Gunnar Thermanius                | Volvo PV 544                               | ERC                                        |
| 1965    | Carl-Magnus Skogh Lennart Berggren         | Volvo Amazon 122S                          | ERC                                        |
| 1966    | Bengt Söderström Gunnar Palm               | Ford Cortina Lotus                         | ERC                                        |
| 1967    | Paddy Hopkirk Ron Crellin                  | Mini Cooper S                              | ERC                                        |
| 1968    | Roger Clark Jim Porter                     | Ford Escort Twin Cam                       | ERC                                        |
| 1969    | Pauli Toivonen Martti Kolari               | Porsche 911 S                              |                                            |
| 1970    | Jean-Luc Thérier Marcel Callewaert         | Alpine-Renault A110 1600                   | IMC                                        |
| 1971    | Ove Andersson Arne Hertz                   | Alpine-Renault A110 1600                   | IMC                                        |
| 1972    | Håkan Lindberg Helmut Eisendle             | Fiat 124 Sport Spider                      | IMC                                        |
| 1973    | Jean-Luc Thérier Christian Delferrier      | Alpine-Renault A110 1800                   | WRC                                        |
| 1974    | Tävlingen inställd på grund av oljekrisen. | Tävlingen inställd på grund av oljekrisen. | Tävlingen inställd på grund av oljekrisen. |
| 1975    | Walter Röhrl Jochen Berger                 | Opel Ascona 1.9 SR                         | WRC                                        |
| 1976    | Harry Källström Claes-Göran Andersson      | Datsun Violet 160J                         | WRC                                        |
| 1977    | Björn Waldegård Hans Thorszelius           | Ford Escort RS 1800                        | WRC                                        |
| 1978    | Walter Röhrl Christian Geistdörfer         | Fiat 131 Abarth                            | WRC                                        |
| 1979    | Björn Waldegård Hans Thorszelius           | Ford Escort RS 1800                        | WRC                                        |
| 1980    | Ari Vatanen David Richards                 | Ford Escort RS 1800                        | WRC                                        |
| 1981    | Ari Vatanen David Richards                 | Ford Escort RS 1800                        | WRC                                        |
| 1982    | Michèle Mouton Fabrizia Pons               | Audi Quattro                               | WRC                                        |
| 1983    | Walter Röhrl Christian Geistdörfer         | Lancia 037 Rally                           | WRC                                        |
| 1984    | Stig Blomqvist Björn Cederberg             | Audi Quattro A2                            | WRC                                        |
| 1985    | Timo Salonen Seppo Harjanne                | Peugeot 205 Turbo 16 E2                    | WRC                                        |
| 1986    | Juha Kankkunen Juha Piironen               | Peugeot 205 Turbo 16 E2                    | WRC                                        |
| 1987    | Markku Alén Ilkka Kivimäki                 | Lancia Delta HF 4WD                        | WRC                                        |
| 1988    | Miki Biasion Tiziano Siviero               | Lancia Delta HF Integrale                  | WRC                                        |
| 1989    | Miki Biasion Tiziano Siviero               | Lancia Delta HF Integrale                  | WRC                                        |
| 1990    | Carlos Sainz Luis Moya                     | Toyota Celica GT-Four                      | WRC                                        |
| 1991    | Juha Kankkunen Juha Piironen               | Lancia Delta HF Integrale 16v              | WRC                                        |
| 1992    | Didier Auriol Bernard Occelli              | Lancia Delta HF Integrale                  | WRC                                        |
| 1993    | Miki Biasion Tiziano Siviero               | Ford Escort RS Cosworth                    | WRC                                        |
| 1994    | Carlos Sainz Luis Moya                     | Subaru Impreza 555                         | WRC                                        |
| 1995    | Aris Vovos Kostas Stefanis                 | Lancia Delta HF Integrale                  | FIA 2-Litre Cup                            |
| 1996    | Colin McRae Derek Ringer                   | Subaru Impreza 555                         | WRC                                        |
| 1997    | Carlos Sainz Luis Moya                     | Ford Escort WRC                            | WRC                                        |
| 1998    | Colin McRae Nicky Grist                    | Subaru Impreza S4 WRC '98                  | WRC                                        |
| 1999    | Richard Burns Robert Reid                  | Subaru Impreza S5 WRC '99                  | WRC                                        |
| 2000    | Colin McRae Nicky Grist                    | Ford Focus RS WRC 00                       | WRC                                        |
| 2001    | Colin McRae Nicky Grist                    | Ford Focus RS WRC 01                       | WRC                                        |
| 2002    | Colin McRae Nicky Grist                    | Ford Focus RS WRC 01                       | WRC                                        |
| 2003    | Markko Märtin Michael Park                 | Ford Focus RS WRC 03                       | WRC                                        |
| 2004    | Petter Solberg Phil Mills                  | Subaru Impreza S10 WRC '04                 | WRC                                        |
| 2005    | Sébastien Loeb Daniel Elena                | Citroën Xsara WRC                          | WRC                                        |
| 2006    | Marcus Grönholm Timo Rautiainen            | Ford Focus RS WRC 06                       | WRC                                        |
| 2007    | Marcus Grönholm Timo Rautiainen            | Ford Focus RS WRC 06                       | WRC                                        |
| 2008    | Sébastien Loeb Daniel Elena                | Citroën C4 WRC                             | WRC                                        |
| 2009    | Mikko Hirvonen Jarmo Lehtinen              | Ford Focus RS WRC 09                       | WRC                                        |
| 2010    | Hölls inte                                 | Hölls inte                                 | Hölls inte                                 |
| 2011    | Sébastien Ogier Julien Ingrassia           | Citroën DS3 WRC                            | WRC                                        |
| 2012    | Sébastien Loeb Daniel Elena                | Citroën DS3 WRC                            | WRC                                        |
| 2013    | Jari-Matti Latvala Miikka Anttila          | Volkswagen Polo R WRC                      | WRC                                        |
| 2014    | Craig Breen Scott Martin                   | Peugeot 208 T16 R5                         | ERC                                        |
| 2015    | Kajetan Kajetanowicz Jarosław Baran        | Ford Fiesta R5                             | ERC                                        |
| 2016    | Ralfs Sirmacis Arturs Šimins               | Škoda Fabia R5                             | ERC                                        |
| 2017    | Kajetan Kajetanowicz Jarosław Baran        | Ford Fiesta R5                             | ERC                                        |
| 2018    | Bruno Magalhães Hugo Magalhães             | Škoda Fabia R5                             | ERC                                        |
| 2019-20 | Hölls inte                                 | Hölls inte                                 | Hölls inte                                 |
| 2021    | Kalle Rovanperä Jonne Halttunen            | Toyota Yaris WRC                           | WRC                                        |
| 2022    | Thierry Neuville Martijn Wydaeghe          | Hyundai i20 N Rally1                       | WRC                                        |
| 2023    | Kalle Rovanperä Jonne Halttunen            | Toyota GR Yaris Rally1                     | WRC                                        |
| 2024    | Thierry Neuville Martijn Wydaeghe          | Hyundai i20 N Rally1                       | WRC                                        |